# Vinster i välfärden
Vinster i välfärden eller välfärdsvinster är ett tema inom den svenska politiska debatten och samhälleliga debatten, som tagit allt större utrymme på 2010-talet. Debatten handlar om vinstuttag till ägare, exempelvis aktieutdelning, bör förhindras eller begränsas för företag vars verksamhet finansieras av skattemedel och som verkar inom vissa privatiserade branscher där offentlig sektor tidigare har haft monopol. Det kan exempelvis gälla vårdföretag enligt Lagen om valfrihetssystem, och friskolor som inte drivs av icke vinstdrivande organisationer. Motståndare till begränsning av välfärdsvinster föreslår istället att kvalitetskrav bör ställas på den vård eller undervisning som företagen levererar, och att tillsynsmyndigheter bör göra regelbundna kontroller och kunna besluta om förstatligande av verksamhet som inte uppfyller kraven.[källa behövs]
Som bakgrund till den svenska debatten hänvisas ofta till Caremaskandalen, som är benämningen på en intensiv medierapportering och samhällsdebatt från oktober 2011 till våren 2012 som hade Carema Cares verksamhet i fokus. Skandalen resulterade i bland annat 4 000 artiklar på tre månader, en rapport från Timbro och interpellationer i Sveriges riksdag. I en undersökning genomförd av SOM-institutet vid Göteborgs universitet i mitten av april 2013 visade att en majoritet av svenska folket ansåg att vinstutdelning inte ska tillåtas inom skattefinansierad verksamhet, som vård, skola och omsorg. Efter detta har nya undersökningar visat att motståndet har minskat. I undersökningen som gjordes 2014 hade andelen negativa till vinstutdelning sjunkit med tolv procentenheter.
Bland de politiska partierna har frågan om vinster i välfärden varit delad. Vänsterpartiet har företrätt en förbudslinje, Socialdemokraterna anförde att kvaliteten inom välfärden var viktigare än vinstfrågan, och de borgerliga partierna menade att ett förbud inte är möjligt eller önskvärt utan att det är bättre att fokusera på kvalitetsfrågor inom hela välfärden. Efter Socialdemokraternas och Miljöpartiets kongresser 2013 har även de partierna intagit en mer kritisk hållning till vinstuttag i välfärden. Efter valet 2014 tillsatte regeringen den så kallade Reepalu-utredningen med uppgift att utreda vinsterna i välfärden. 

## Den politiska debatten och omsvängningar
De privata företagen har alltid varit en del av välfärden men det stora skiftet över mot den moderna svenska välfärdsmodellen med en mix av skattefinansierade privata och offentliga utförare började i och med Maktutredningen som tillsattes av dåvarande vice statsministern Ingvar Carlsson 1985. Utredningen kom till som en följd av vikande förtroende för de offentliga institutionerna och ett uppenbart behov av att hitta en ny modell där medborgarna hade större inflytande över välfärden. En av slutsatserna i utredningen var att man behövde öppna upp för fler alternativ i välfärden och ge medborgarna större inflytande och medbestämmande i välfärdstjänsterna. Startskottet för det moderna företagandet i välfärdssektorn kan sägas vara friskolereformen som genomfördes 1992.
Tidigt ut i debatten var Vänsterpartiet som sedan länge kritiserat vinsterna i välfärden och haft frågan om vinster i välfärden som sin profilfråga. I debatten krävde partiet ett förbud mot vinstuttag. Under Almedalsveckan 2012 presenterade partiet sin modell för en "välfärd fri från kommersiella vinstintressen". Efter LO-kongressen i maj 2012 hade Landsorganisationen (LO) fastslagit en att en icke vinst-princip skulle råda inom den offentliga, skattefinansierade välfärden. LO anförde att vinsterna i välfärden skulle stoppas genom en rejäl vinstbegränsning och så kallad non-profitverksamhet.
I april 2013 hade det socialdemokratiska partiet kongress, och inför kongressen fördes en debatt som Dagens Nyheter menade splittrade partiet. Partiledningens linje hade varit att begränsa vinstmöjligheterna genom att höja kvalitetskraven, medan interna kritiker menade att det inte var tillräckligt och krävde ett stopp för vinstuttag i välfärdssektorn. Den socialdemokratiska kongressen röstade efter debatt sedan Ja till ett kompromissförslag som innebar skrivningar om att vinstintresset inte får vara styrande i välfärden och att vinsterna ska "avsevärt begränsas". LO förklarade sig nöjd över det socialdemokratiska beslutet, och den politiska kommentatorn Mats Knutson menade att S-kongressen blev en seger för vänsterfalangen inom partiet.
I slutet av maj 2013 hade Miljöpartiet kongress, och medierna rapporterade om bakslag för partiledningen i en rad frågor. Inför partikongressen hade vinster i välfärden blivit en så kallad "stridsfråga". Partiledningen var av åsikten att vinster i välfärden inte skulle förbjudas, och hade till kongressen föreslagit att huvudregeln är att vinst ska återinvesteras i verksamheten, men att vinsten inte alltid behöver återinvesteras. Partikongressen röstade med stor majoritet igenom skrivningen "eventuell vinst ska återinvesteras i verksamheten", något språkröret Gustav Fridolin kommenterar i Dagens Nyheter: "Det är en skärpning, självklart är det så." Till Svenska Dagbladet sade Fridolin att han var särskilt förvånad över beslutet efter ”den debatt vi haft i Sverige under senare tid”. I media rapporterades bedömningen att Miljöpartiet efter kongressen tagit steg åt vänster.
Trots att Vänsterpartiet i valrörelsen 2014 satsade fullt ut på frågan om att stoppa företag i välfärdssektorn gav detta inget avtryck i opinionen. Partiet ökade sitt valresultat med 0,1 procentenheter till 5,7 procent.

## Utredning om vinsterna i välfärden

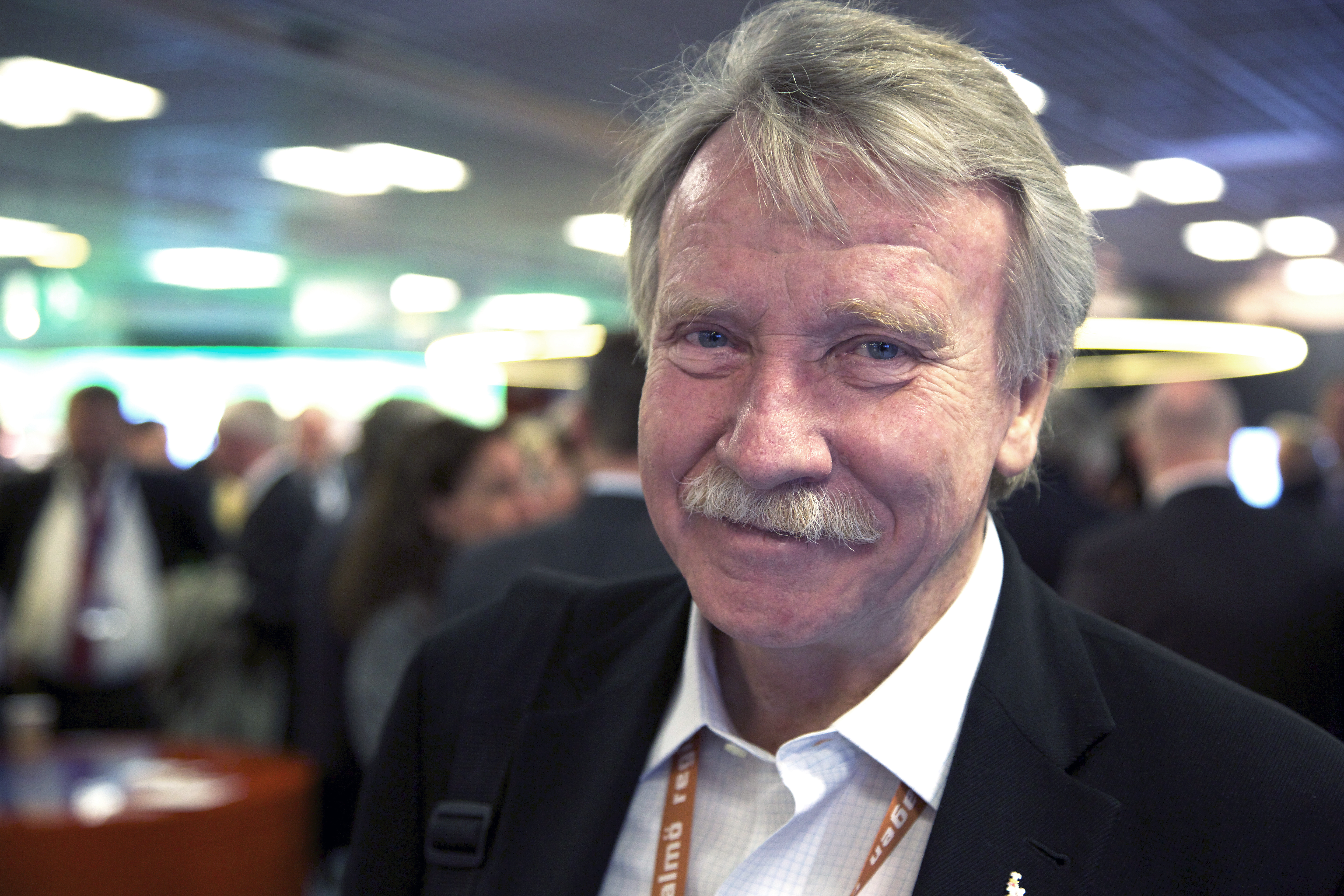
Ilmar Reepalu, som ledde utredningen Ordning och reda i välfärden.

5 mars 2015 beslutade regeringen vid sitt sammanträde att uppdra åt en särskild utredare att föreslå ett nytt regelverk för offentlig finansiering av privat utförda välfärdstjänster. 8 november 2016 överlämnade Välfärdsutredningen sitt betänkande Ordning och reda i välfärden (SOU 2016:78) till regeringen. I utredningen konstaterades att inslaget av privata utförare i välfärden har ökat sedan 1980-talet och att den ökningen som skett efter år 2000 nästan helt varit bland vinstsyftande företag, som i allt större utsträckning nationellt eller internationellt etablerade, medan andelen företag av idéburen karaktär varit relativt konstant. Utredningen påvisade genom en jämförelse med Norge, Finland och Danmark att vinster i välfärden inte är en förutsättning för att få en mångfald i utförare.
Kartläggningen av vinsterna i välfärden visade att lönsamheten inom välfärden var nästan dubbelt så hög som för tjänstesektorn som helhet. Avkastningen på eget kapital uppgick till 27,5 procent – även den nästan dubbelt så hög som för tjänstesektorn i dess helhet. Särskilt hög visade sig avkastningen vara i relation till det så kallade operativa kapitalet. Mellan åren 2005 och 2013 låg medianavkastningen bland välfärdsföretagen på 47 procent. Utredningen konstaterar därför att det förekommer övervinster inom välfärden. Utredningen definierar övervinster som "vinster som överstiger den ersättning som marknaden kan anses kräva för att skjuta till kapital till företagen". Kartläggningen visar också att spridningen är mycket stor, där vissa företag gör mycket stora vinster med hög kapitalavkastning till ägarna.
Vidare har utredningen funnit indikationer på att vinstsyftande företag har lägre personaltäthet än andra typer av utförare och att konkurrensen och den ökade andelen privata utförare medfört segregerande effekter och bidragit till segregation. Skillnaden i resultat mellan skolor ökar och att privata och offentliga utförare tenderar att dra till sig brukare med olika socioekonomisk bakgrund, och att vinstdrivande företag riktar in sig på patienter förknippade med låga kostnader vilket ger upphov till en segregerad hälso- och sjukvård.
Utredningen konstaterar att det finns dåligt med forskning om hur vinstdrivande företag och konkurrens påverkat välfärden i fråga om kvalitet och effektivitet, men utifrån det material som finns fann utredningen inte stöd för påståendet att vinstdrivande företag ökar kvaliteten eller effektiviteten i välfärdsverksamheterna.

### Kritik mot betänkandet
Välfärdsutredningens betänkande Ordning och reda i välfärden har mottagit kritik från flera remissinstanser, däribland Konkurrensverket, Riksrevisionen, Advokatsamfundet, Vårdförbundet, FAR och Norrköpings kommun. FAR skriver bland annat att operativt kapital är ett olämpligt nyckeltal att utgå ifrån för att uppnå syftet, detta då ungefär hälften av välfärdsföretagen har negativt operativt kapital.
I september larmade utredningens egen expert, forskaren Joachim Landström, om att Ilmar Reepalus uttalanden om vinsttak går emot hans vetenskapliga analys. I en debattartikel i Dagens Nyheter den 12 september 2016 framförde Landström åsikten att ett förverkligande av utredningens förslag skulle leda till en i praktiken förstatligad välfärdssektor. Även Mikael Runsten, ekonomie doktor vid Handelshögskolan i Stockholm, reagerade i en debattartikel i Dagens Industri den 16 november 2016 mot Välfärdsutredningens "felaktiga" tolkning av hans forskning.

## SOM-institutets undersökning
I en återkommande undersökning som görs av SOM-institutet får svarspersonerna ta ställning till ett tänkt förslag: Vinstutdelning ska inte tillåtas inom skattefinansierad vård, skola och omsorg. Undersökningen som presenterades 2015 visade att stödet för ett förbud mot vinster i välfärden mellan åren 2012 och 2015 minskade från 62 procent till 57 procent. Andelen som svarat att förslaget varken är bra eller dåligt har konstant legat på 16-18 procent. Andelen som tycker att det är ett dåligt förslag har ökat från 16 till 23 procent. Det så kallade balansmåttet, det vill säga de som är positiva till påståendet minus de som är negativa till påståendet, förändrades mellan 2012 och 2015 från +46 procent år 2012 till +34 procent år 2015 till förmån för ett vinstförbud.

### Notförteckning
1. ↑  
Stenshamn, Cecilia (juni 2012). Vanvård och pressetik. Timbro. ISBN 978-91-7566-899-4. https://timbro.se/app/uploads/2017/01/vanvard-och-pressetik.pdf
2. ↑  
Persson, Peter (9 november 2011). ”Skriftlig fråga 2011/12:111”. Sveriges riksdag. http://www.riksdagen.se/sv/Dokument-Lagar/Fragor-och-anmalningar/Fragor-for-skriftliga-svar/Misskotsel-av-privata-vardboen_GZ11111/.
3. ↑  
Persson, Peter (10 november 2011). ”Skriftlig fråga 2011/12:115”. Sveriges riksdag. http://www.riksdagen.se/sv/Dokument-Lagar/Fragor-och-anmalningar/Fragor-for-skriftliga-svar/Foretagsskatteutredningen-och-_GZ11115/.
4. ↑  
Olofsson, Eva (11 oktober 2011). ”Interpellation 2011/12:35”. Sveriges riksdag. http://www.riksdagen.se/sv/Dokument-Lagar/Fragor-och-anmalningar/Interpellationer/Vanvard-i-privat-aldreomsorg_GZ1035/.
5. ↑  
Axelsson, Lennart (18 november 2011). ”Interpellation 2011/12:128”. Sveriges riksdag. http://www.riksdagen.se/sv/Dokument-Lagar/Fragor-och-anmalningar/Interpellationer/Flytt-av-vinster-till-lagskatt_GZ10128/.
6. ↑  ”Arkiverade kopian”. Arkiverad från originalet den 2 april 2014. https://web.archive.org/web/20140402105439/http://www.som.gu.se/digitalAssets/1447/1447207_vinster-i-v--lf--rden.pdf. Läst 23 juni 2013.
7. ↑  ”Välfärdspolitik och välfärdsopinion i Sverige 2015”. Arkiverad från originalet den 11 oktober 2016. https://web.archive.org/web/20161011225727/http://som.gu.se/digitalAssets/1585/1585262_v--lf--rdspolitik-och-v--lf--rdsopinion-sverige-2015---lennart-nilsson.pdf. Läst 10 oktober 2016.
8. ↑  Regeringskansliet, Regeringen och (5 mars 2015). ”Utredning om reglering av offentlig finansiering av privat utförda välfärdstjänster”. Regeringskansliet. http://www.regeringen.se/pressmeddelanden/2015/03/utredning-om-reglering-av-offentlig-finansiering-av-privat-utforda-valfardstjanster/. Läst 11 oktober 2016.
9. ↑  ”Maktutredningen - direktiv”. www.olofpetersson.se. http://www.olofpetersson.se/_arkiv/dokument/svmudir.htm. Läst 11 oktober 2016.
10. ↑  ”Arkiverade kopian”. Arkiverad från originalet den 28 mars 2014. https://web.archive.org/web/20140328214017/http://www.vansterpartiet.se/resursbank/vinster-i-valfarden-skillnad-mellan-forslag-fran-s-v-m-fl/. Läst 23 juni 2013.
11. ↑  ”Vart tog v vägen? - Fokus”. Fokus. 19 juni 2013. http://www.fokus.se/2013/06/vart-tog-v-vagen/. Läst 5 augusti 2018.
12. ↑  ”V vill förbjuda vinster i välfärden”. SVT Nyheter. 4 juli 2012. http://www.svt.se/nyheter/inrikes/vp-kvraver-lag-mot-kommers-i-valfarden. Läst 5 augusti 2018.
13. ↑  ”LO-nej till vinst i välfärden”. http://arbetet.se/2012/05/27/lo-nej-till-vinst-i-valfarden/. Läst 5 augusti 2018.
14. ↑  ”Arkiverade kopian”. Arkiverad från originalet den 20 augusti 2016. https://web.archive.org/web/20160820091438/http://www.lo.se/home/lo/res.nsf/vres/lo_1366026597536_atgardsprogram_vinster_i_valfarden_pdf/$file/Atgardsprogram_Vinster_i_Valfarden.pdf. Läst 23 juni 2013.
15. ↑  ”Vinster i välfärden splittrar Socialdemokraterna - DN.SE” (på svenska). DN.SE. 4 april 2013. http://www.dn.se/nyheter/politik/vinster-i-valfarden-splittrar-socialdemokraterna/. Läst 5 augusti 2018.
16. ↑  ”S enigt kring vinster i välfärden”. SVT Nyheter. 5 april 2013. http://www.svt.se/nyheter/inrikes/oppositionen-pa-s-kongressn-annu-ej-nojd. Läst 5 augusti 2018.
17. ↑  ”Vinster i välfärden stridsfråga på Miljöpartiets kongress”. Sveriges Radio. 19 maj 2013. https://sverigesradio.se/sida/artikel.aspx?programid=83&artikel=5538703. Läst 5 augusti 2018.
18. ↑  ”Miljöpartiet skärper skrivningen om vinster i välfärden - DN.SE” (på svenska). DN.SE. 25 maj 2013. http://www.dn.se/nyheter/politik/miljopartiet-skarper-skrivningen-om-vinster-i-valfarden/. Läst 5 augusti 2018.
19. ↑  ”Nytt tungt bakslag för MP:s ledning | SvD”. SvD.se. http://www.svd.se/nyheter/inrikes/nytt-tungt-bakslag-for-mps-ledning_8209248.svd. Läst 5 augusti 2018.
20. ↑  ”Miljöpartiets kongress tog steg åt vänster”. Sveriges Radio. 27 maj 2013. https://sverigesradio.se/sida/artikel.aspx?programid=3993&artikel=5546534. Läst 5 augusti 2018.
21. ↑  ”Miljöpartiets kongress tog steg åt vänster”. vlt.se. 25 maj 2013. Arkiverad från originalet den 3 februari 2014. https://web.archive.org/web/20140203050729/http://vlt.se/asikt/ledare/1.2088548-miljopartiets-kongress-tog-steg-at-vanster. Läst 5 augusti 2018.
22. ↑  ”Mer realistiskt MP lutar åt vänster - DN.SE” (på svenska). DN.SE. 26 maj 2013. http://www.dn.se/nyheter/politik/mer-realistiskt-mp-lutar-at-vanster/. Läst 5 augusti 2018.
23. ↑  ”Röster - Val 2014”. www.val.se. https://historik.val.se/val/val2014/slutresultat/R/rike/index.html. Läst 11 oktober 2016.
24. ↑  Reepalu 2016.
25. ↑  Reepalu 2016, s. 171-208.
26. ↑  Reepalu 2016, s. 282f, 302–305, 317.
27. ↑  Reepalu 2016, s. 247–306.
28. ↑  ”Konkurrensverket: Finns inga övervinster i välfärden”. SvD.se. https://www.svd.se/konkurrensverket-finns-inga-overvinster-i-valfarden. Läst 26 september 2017.
29. ↑  ”Riksrevisionen sågar Välfärdsutredningen”. SVT Nyheter. https://www.svt.se/nyheter/ekonomi/riksrevisionen-sagar-valfardsutredningen. Läst 26 september 2017.
30. ↑  ”Advokaterna: Reepalus förslag kan strida mot grundlagen”. Dagens industri. 22 februari 2017. http://www.di.se/opinion/advokaterna-reepalus-forslag-kan-strida-mot-grundlagen/. Läst 26 september 2017.
31. ↑  ”Vårdförbundet kritiskt mot förslaget om vinsttak - Vårdfokus”. www.vardfokus.se. https://www.vardfokus.se/webbnyheter/2016/november/vardforbundet-kritiskt-mot-forslaget-om-vinststak/. Läst 26 september 2017.
32. 1 2  ”Debatt: Vinsttaket omöjligt för revisorn”. FAR. Arkiverad från originalet den 26 september 2017. https://web.archive.org/web/20170926235307/https://www.far.se/opinion/artiklar/2016/december/debatt-vinsttaket-omojligt-for-revisorn/. Läst 26 september 2017.
33. ↑  ”Kommunen säger nej till vinsttak”. 9 mars 2017. http://www.folkbladet.se/nyheter/norrkoping/kommunen-sager-nej-till-vinsttak-om4539191.aspx. Läst 26 september 2017.
34. ↑  ””Reepalus vinsttak leder till förstatligad välfärdssektor” - DN.SE” (på svenska). DN.SE. 12 september 2016. http://www.dn.se/debatt/reepalus-vinsttak-leder-till-forstatligad-valfardssektor/. Läst 26 september 2017.
35. ↑  ”Mikael Runsten: Reepalu använder min forskning helt felaktigt”. Dagens industri. 16 november 2016. http://www.di.se/opinion/mikael-runsten-reepalu-anvander-min-forskning-helt-felaktigt/. Läst 26 september 2017.
36. ↑  ”SOM-institutets undersökning 2015”. Arkiverad från originalet den 11 oktober 2016. https://web.archive.org/web/20161011225727/http://som.gu.se/digitalAssets/1585/1585262_v--lf--rdspolitik-och-v--lf--rdsopinion-sverige-2015---lennart-nilsson.pdf. Läst 12 oktober 2016.

### Källförteckning
- Reepalu, Ilmar (2016). Ordning och reda i välfärden. SOU 2016:78. Stockholm: Regeringskansliet. ISBN 978-91-38-24522-4. http://www.regeringen.se/contentassets/da2ccefb5dc84389b79b48b06a5e000a/ordning-och-reda-i-valfarden-sou-201678